# نوریو-ولونیا
نوریو-ولونیا (به فرانسوی: Nurieux-Volognat) یک کمون در فرانسه است که در canton of Izernore واقع شده‌است.

## خصوصیات
نوریو-ولونیا ۱۹٫۳۱ کیلومترمربع مساحت و ۱٬۰۸۹ نفر جمعیت دارد و ۵۰۰ متر بالاتر از سطح دریا واقع شده‌است.